# Franco Leoni
Franco Leoni (Milà, 1864 - Londres, 1949) fou un compositor italià.
Milanès de naixement, però emigrat durant un llarg període a Anglaterra, va ser el director de la Capella de la Reina a Londres. Autor d'una dotzena d'òperes, entre les quals és particularment famós l'únic acte de L'Oracle que s'estrenà el 28 de juny 1905 al Covent Garden de Londres, i que després va catapulta a tot el món l'èxit del Metropolitan Opera de Nova York el 1915. Es representà periòdicament fins als anys 30, especialment pel baríton Antonio Scotti, i més recentment en els anys 70 amb una edició discogràfica amb Joan Sutherland i Tito Gobbi.

## Biografia
Joventut
Leoni va néixer a Milà i va estudiar música al Conservatori de Milà amb Amilcare Ponchielli i Cesare Dominiceti. La seva òpera Raggio di Luna amb llibret de Camillo Zanoni es va representar al Teatre Manzoni de Milà el juny de 1890. Dos anys més tard, Leoni va emigrar a Anglaterra, on va romandre fins al 1917. Al principi va treballar per a l'editorial Chappell & Co., per a la qual va escriure diverses peces vocals. El 1896, va escriure Sardanapalus, un "poema musical dramàtic" inspirat en l'obra homònima de Byron de 1821. L'obra, per a solistes, orquestra i cor, es va estrenar al "Queen's Hall" amb una resposta positiva del públic, tot i que els crítics van comentar la influència en la partitura de la música de compositors anteriors.
L'any 1897, Leoni va presentar al Her Majesty's Theatre l'òpera Rip van Winkle, amb llibret de William Akerman i basada en la història de l'escriptor nord-americà Washington Irving. L'obra, sense diàleg parlat, va ser elogiada per la crítica de l'època. El crític del Times va escriure: Hi ha una mica de color a la música i algun punt dramàtic, però hi ha poca individualitat i humor reals. Un altre va comentar: La instrumentació és intel·ligent, però n'hi ha una mica massa (Lloyd's Weekly Newspaper). Un tercer va afirmar que la seva música flueix amb suavitat alterna, passió i gràcia característiques dels compositors italians moderns (The Morning Post). Un tema recurrent en les crítiques a la música de Leoni va ser la manca d'originalitat: La partitura del senyor Leoni és melodiosa, dramàticament encertada, ben i pintorescament orquestrada... la principal falla del compositor en aquest moment és la seva excel·lent memòria per a les obres de Dvořák, Mascagni, Wagner, Bizet. L'obra va romandre en escena durant un mes. L'any 1898, Leoni va presentar una altra obra coral, la cantata The Gate of Life, que va ser estrenada per la "Royal Choral Society" el març d'aquell any i posteriorment va ser incorporada per altres cors. També el 1898, Leoni es va fer càrrec de la direcció de la recentment creada "Queen's Hall Choral Society" i el paper de director musical d'un espectacle de teatre del West End, dirigint l'orquestra de teatre de "The Topsy-Turvy Hotel" de Victor Roger i Lionel Monckton.
El 1901, Leoni va escriure la música d'una versió operística del conte infantil Ib and Little Christina d'Andersen, amb llibret de Basil Hood. Coneguda com "una imatge en tres imatges", l'estrena es va fer al Savoy Theatre el 14 de novembre de 1901 juntament amb The Willow Pattern de Hood. The Times la va descriure com una obra de tipus ultramodern i la va comparar de manera poc afavoridora amb l'obra d'Arthur Sullivan, que havia mort a principis d'aquell any. El Manchester Guardian va dir més tard que la música, tot i que intel·ligent i atractiva en molts aspectes, era massa realista i massa meridional per reflectir el simbolisme nòrdic de la història d'Andersen, i que la seva particular vena de passió estava fora de lloc. L'òpera es va representar 16 vegades i es va acabar abans de finals de novembre. Va ser reviscut a Londres al Daly's Theatre de l'11 al 13 de gener de 1904, i després es va traslladar al Lyric Theatre del 19 de gener al 5 de març de 1904 per a una temporada limitada de 23 matinades.
El mateix any, Leoni va compondre música incidental per a l'obra de James Bernard Fagan The Prayer of the Sword. Més tard, el 1904, Leoni va publicar un cicle de cançons titulat Fairy Dreams, que va ser estrenat per Suzanne Adams, Muriel Foster, Ben Davies i Kennerley Rumford.

## La maduresa, el Covent Garden i els últims anys
Zanoni va presentar l'òpera L'Oracolo a Covent Garden l'any 1905, amb llibret de Camillo Zanoni i basada en l'obra The Cat and the Cherub de Chester Bailey Fernald. L'obra d'un acte representa esdeveniments melodramàtics en un cau d'opi de San Francisco, inclòs el segrest d'un infant i dos assassinats. Les actuacions londineses, dirigides per André Messager amb Antonio Scotti com el dolent 'Cim-Fen' van tenir una bona acollida: The Observer va escriure sobre la partitura: Mai és avorrit, ni tan sols per un instant. L'autor té facilitat melòdica... i un gran domini de la seva orquestra... La seva música no pertany a cap escola excepte a la de la modernitat, amb un sabor italià modern. No obstant això, L'Oracolo només va tenir un impacte modest a Londres i va abandonar el repertori de Covent Garden. Un crític va escriure sobre l'obra: Qualsevol obra que comenci amb tres cacaretes, un cant de gall molt fort, un cor que crida en fals xinès, i després es llança a un solo vehement no acompanyat... clarament té alguna cosa al seu costat.
El 1908 Leoni es va dedicar de nou als concerts de "The Bells", una "escena vocal" per a baríton i orquestra, ambientada sobre el poema homònim d'Edgar Allan Poe. De nou, les crítiques van elogiar la partitura, però van assenyalar forta manca de personalitat individual a la música. La següent òpera, Tzigana, amb llibret d'E. Moschini, es va estrenar a Gènova el febrer de 1910 i també va ser representada a Milà i Budapest. El 1911, la cantata de Leoni Golgotha, que representa la història de l'evangeli de la passió i la crucifixió de Crist, es va interpretar per primera vegada a Londres, amb solistes com Gervase Elwes i Clara Butt. En general, les crítiques eren bones, des de positius educats fins a entusiastes. El crític d'Observer va elogiar el treball en termes clars, i els membres del públic també van escriure al diari avalant les crítiques positives.
El 1917 Leoni va deixar Anglaterra i va tornar a Itàlia. A partir d'aleshores va dividir la seva vida entre tres països: Itàlia, França i Anglaterra. Les seves obres següents van ser Le baruffe chiozzotte, extreta de l'obra de Carlo Goldoni (1920), La terra del sogno i Falene, amb llibrets de Carlo Linati (1920).
Va morir a Londres el 1937 a l'edat de 84 anys.

## La fortuna
Poca de l'obra de Leoni li sobreviu. Ens han arribat unes quantes gravacions de les seves cançons, interpretades per les seves coetanies com Clara Butt i Frances Alda. Posteriorment, altres cantants, com Julie Andrews i Bryn Terfel, van continuar cantant la seva cançó Tally Ho!.
De les òperes de Leoni, només L'Oracolo ha conservat un lloc en el repertori dels grans teatres d'òpera. L'afició de Scotti per l'obra de Leoni va portar la Metropolitan Opera a posar-la en escena de tant en tant, i Scotti va triar aquesta òpera per acomiadar-se de l'escenari el 1933. Poques vegades es va interpretar després, però va tornar a l'atenció del públic quan el director d'orquestra Richard Bonynge va fer una gravació completa de la peça el 1975 amb la seva dona, Joan Sutherland, i el veterà Tito Gobbi com a malvat. Aquell enregistrament LP va ser reeditat en CD el 1997. Els revivals escènics ocasionals inclouen els del Curtis Institute (1949), l'Òpera de Filadèlfia (1952), la "Glasgow Grand Opera Society" (1994) i l'Òpera de Frankfurt, 2009.

## Obres
- Raggio di luna, llibret de Camillo Zanoni, Milà, Teatro Manzoni, 1890
- Sardanapalus, cantata, text de William Ackerman, Londres, Queen's Hall, 7 març 1896
- Rip van Winkle, llibret de William Ackerman, Londres, Her Majesty's Theatre, 4 setembre 1897
- The Gate of Life, oratori, Londres, Albert Hall, 1899
- Ib and Little Christina (Ib e la piccola Cristina), llibret de Basil Hood, Londres, Savoy Theatre, 14 novembre 1901
- Fairy Dreams, Londres, Queen's Hall, 1904
- The Oracle (opera teatral), llibret de Camillo Zanoni, Londres, Royal Opera House, 28 juny 1905
- The Bells, per veu i orquestra, d'Edgar Allan Poe, 1908
- Tzigana, llibret de Paul Ferrier, Genova, Teatro Carlo Felice, 3 febrer 1910
- Golgotha, oratori, Londres, Queen's Hall, 17 gener 1911
- Mazzemarello, òpera còmica en tres actes, llibret de Carlo Linati, Sonzogno, 1913; emès a la ràdio el 29 de juny 1936
- Francesca da Rimini, drama líric en tres escenes, llibret de Francis-Marion Crawford, Parigi, Opéra-Comique, 30 desembre 1913
- Le falene, llibret de Carlo Linati, Milano, Teatro dei Filodrammatici, 2 gener 1920
- Le baruffe chiozzotte, de Carlo Goldoni, Milà, Teatro dei Filodrammatici, 2 gener 1920
- La terra del sogno, acte únic, de Visions of May de William Butler Yeats, Milà, 10 de gener de 1920.